# ナンシー・エドワーズ
ナンシー・マーガレット・エドワーズ（英語: Nancy Margaret Edwards、1954年1月8日 - ）は中世考古学と教会史を専門とするイギリスの考古学者。ロンドン考古協会・イギリス学士院・ウェールズ学会のフェロー。2008年からバンガー大学の中世考古学教授に着任。
彼女の著作である"The archaeology of early medieval Ireland"（『中世前期アイルランド考古学』）はアイルランドの考古学に関する例外的に有用な入門書であると見なされている。

## 生い立ちと教育
イギリス・ハンプシャーのポーツマスにて誕生。ポーツマスのサウスシーにあるインディペンデント・スクールである女子校ポーツマス高校に入学。リヴァプール大学に進学した彼女は考古学・古代史・中世史を学び、1976年学士として卒業。ダラム大学大学院で考古学の研究に着手し、1982年にはPhDを取得。博士論文のタイトルは "A reassessment of the early medieval stone crosses and related sculpture of Offaly, Kilkenny and Tipperary"（『オファリー・キルケニー・ティペラリーにおける中世前期の十字架石碑とこれに関連する彫刻の再評価』）であった。

## 研究者としてのキャリア
彼女はその研究者としてのキャリア全てをバンガー大学で形成した。より正確に表現するならこの大学の前身である、ユニバーシティ・カレッジ・オブ・ノースウェールズとウェールズ大学バンガー校も含む。
1979年から1992年にかけて講師を、1992年から1999年にかけて上級講師を、1999年から2008年にかけてリーダー（准教授）を歴任。
2008年には中世考古学の教授に任命された。
バンガー大学におけるフルタイムの地位に加え、彼女は臨時の客員研究員としていくつかの大学を渡り歩いた。1991年にはケンブリッジ大学のコレッジであるクレア・ホールで、2007年には同大学のオール・ソウルズ・カレッジで客員研究員を務めた。1999-2000年にはオックスフォード大学のオドネル記念ケルト研究講師（初代講師はJ・R・R・トールキンであった）を勤め、"Early Medieval Stones and Stone Sculpture in Wales: Context and Connections"（「ウェールズにおける中世前期の石碑と石造：文脈と関係」）という講義を行った。

## 私生活
1983年、エドワーズはアンソニー・ヒュー・プライスと結婚、一男を儲けた。

## 栄誉
1989年5月4日、ロンドン考古協会が、2012年にはウェールズ学会が、2016年7月には人文科学と社会科学を扱う国立アカデミーであるイギリス学士院が彼女をフェローとして選出した。

## 代表的著作
- Edwards, Nancy; Lane, Alan, eds (1988). Early medieval settlements in Wales A.D.400-1100: a critical reassessment and gazetteer of the archaeological evidence for secular settlements in Wales. Bangor: U.C.N.W. Research Centre Wales. ISBN 978-0951183410
- Edwards, Nancy (1990). The archaeology of early medieval Ireland
- Edwards, Nancy, ed (1992). The early church in Wales and the west: recent work in early Christian archaeology, history and place names. Oxford: Oxbow Books. ISBN 978-0946897377
- Edwards, Nancy, ed (1997). Landscape and settlement in medieval Wales. Oxford: Oxbow Books. ISBN 978-1900188364
- Redknap, Mark; Edwards, Nancy; Youngs, Susan et al., eds (2001). Pattern and purpose in insular art: proceedings of the Fourth International Conference on Insular Art, held at the National Museum & Gallery, Cardiff 3-6 September 1998. Oxford: Oxbow Books. ISBN 978-1842170588
- Edwards, Nancy (2007). A corpus of early medieval inscribed stones and stone sculpture in Wales, Vol II: South-West Wales. Cardiff: University of Wales Press. ISBN 978-0708319635
- Edwards, Nancy (2013). A corpus of early medieval inscribed stones and stone sculpture in Wales, Vol III: North Wales. Cardiff: University of Wales Press. ISBN 978-0708325506